# Denis Sergejewitsch Kokarew
Denis Sergejewitsch Kokarew (russisch Денис Сергеевич Кокарев; * 17. Juni 1985 in Kalinin, Russische SFSR) ist ein russischer Eishockeyspieler, der seit 2019 bei HK Spartak Moskau in der Kontinentalen Hockey-Liga unter Vertrag steht.

## Karriere
Denis Kokarew begann seine Karriere als Eishockeyspieler in seiner Heimatstadt beim THK Twer, für dessen Profimannschaft er in der Saison 2003/04 sein Debüt in der Wysschaja Liga, der zweiten russischen Spielklasse, gab. Mit seinem Team, das nach der Spielzeit seinen Namen in HK MWD Twer änderte, stieg der Angreifer in der Saison 2004/05 als Zweitligameister in die Superliga auf. Nachdem der HK MWD im Anschluss an die Saison 2006/07 nach Balaschicha umgesiedelt wurde, blieb er im Verein und nahm mit seiner Mannschaft ab der Saison 2008/09 in der neu gegründeten Kontinentalen Hockey-Liga teil.
Mit dem HK MWD unterlag er Kokarew in der Saison 2009/10 Ak Bars Kasan erst im Finale der Playoffs um den Gagarin Cup. Nach der Spielzeit wurde der HK MWD mit dem HK Dynamo Moskau fusioniert und der Linksschütze erhielt einen Vertrag für die Saison 2010/11 bei deren Nachfolgeteam OHK Dynamo.
Im Juli 2017 wurden die Verträge von Dynamo Moskau mit 42 Spielern aufgrund der hohen Schuldenlast des Klubs durch die KHL annulliert. Kokarew erhielt in der Folge kein neues Vertragsangebot und entschied sich für einen Wechsel zu Salawat Julajew Ufa. Nach 23 Partien für Salawat wurde Kokarew im Rahmen eines Spielertauschs an den HK ZSKA Moskau abgegeben, der ihn wiederum an den HK Metallurg Magnitogorsk abgab.
Seit Mai 2018 steht Kokarew beim HK Witjas Podolsk unter Vertrag.

## Erfolge und Auszeichnungen
- 2005 Wysschaja-Liga-Meister und Aufstieg in die Superliga mit dem HK MWD Twer
- 2010 Russischer Vizemeister mit dem HK MWD Balaschicha
- 2012 Gagarin-Pokal-Gewinn mit dem OHK Dynamo
- 2013 Gagarin-Pokal-Gewinn mit dem HK Dynamo Moskau

### International
- 2012 Goldmedaille bei der Weltmeisterschaft

## Statistik
(Stand: Ende der Saison 2018/19)